# Liuchow Kwangsi Type 3
Le Liuchow Kwangsi Type 3 (en chinois mandarin : 廣西—3號) est un prototype d'avion de chasse chinois, conçu par Chee Wing Jeang et fabriqué par la Liuchow Mechanical and Aircraft Factory, qui a fait son premier vol en juillet 1937. Bien qu'il ait été livré au 32e escadron de la Force aérienne chinoise, son développement fut abandonné en raison de performances insuffisantes.

## Historique
- 1934 : Création de l'école d'aviation du Guangxi et de l'usine de Liuzhou pour fabriquer des avions.
- 1937 : L'usine produit le Guangxi n° 3, un biplan monoplace de combat, testé avec succès.
- Juillet 1937 : Fabrication du Guangxi n° 3, destiné aux combats.
- Août 1937 : Réorganisation de l'armée de l'air pour soutenir la guerre, avec des pilotes envoyés à Nanjing et Lanzhou pour des avions soviétiques.
- Janvier 1938 : Réception des avions soviétiques E-15 pour renforcer les capacités aériennes du Guangxi.
- 1937-1938 : Le Guangxi n° 3 est déployé dans le 32e Escadron malgré des équipements défectueux.
- Guangxi n° 2 : La version biplace du Guangxi n° 3, le Guangxi n° 2, n'est pas produite,.

## Caractéristiques
Poids
- Poids au décollage : 1043 kg
- Poids à vide : 760 kg
Dimensions
- Envergure : 8,00 m
- Longueur : 6,25 m
- Hauteur : 2,50 m
Performances
- Vitesse maximale : 283 km/h
Moteur
- Type de moteur : Armstrong Siddeley Cheetah IIA
- Cylindrée : 7 cylindres en étoile
- Puissance : 260 hp à 760 m
Armement
- 1 mitrailleuse de 7,7 mm synchronisée pour tirer à travers l'hélice 